# Enaminy
Enaminy – aminy, w których grupa aminowa (NR/3; R = grupa alkilowa lub atom wodoru) jest przyłączona bezpośrednio do atomu węgla połączonego podwójnym wiązaniem z innym atomem węgla.
Enaminy pierwszo- (C=C-NH2) i drugorzędowe (C=C-NRH) są z natury nietrwałe i nie można ich otrzymać w formie czystej, gdyż ulegają samoistnej reakcji tautomeryzacji do odpowiedniej iminy:
Enaminy trzeciorzędowe (C=C-NR2) są natomiast trwałe. Otrzymuje się je w tej samej reakcji co iminy, tj. w wyniku aminowania ketonów i aldehydów z użyciem aminy drugorzędowej:
Enaminy trzeciorzędowe zostały otrzymane po raz pierwszy przez Gilberta Storka w 1954 roku. Związki te są stosowane w syntezie organicznej do alkilowania i acetylowania aldehydów i ketonów.